# STALIN (アルバム)
『STALIN』（スターリン）は、日本のロックバンドであるスターリンの2枚目のオリジナル・アルバム。
1989年10月25日にアルファレコードよりリリースされた。作詞は全曲遠藤ミチロウが行い、作曲および編曲、プロデュースのクレジットはスターリンとなっている。1985年に一度解散したザ・スターリンが1989年に「ザ」の付かない「スターリン」として復活、復活第一弾アルバム『JOY』（1989年）よりおよそ8か月ぶりにリリースされた作品。
レコーディングは同年にアオイスタジオ、LDKスタジオ、STUDIO "A"にて行われた。即興性を重視してレコーディングされた本作は、今までのスターリンにある攻撃的なボーカルやギターを抑え、ベースとドラムのビートを前面に出しており、物静かで不気味な迫力を醸し出しているなど所謂サイケデリック・ミュージックに分類される。遠藤は「僕がやりたかったスターリンはこれだ」と発言し、アルバムタイトルもバンド名と同一にした。なお、本作収録曲の「恋は紫」はワイドショーの再現VTRでよく使用された。
先行シングルとしてリリースされた「勉強ができない」を収録している。かつてのザ・スターリンのサウンドとは大きくかけ離れた作品の為、多くのファンはその変貌に戸惑い、オリコンアルバムチャートでは最高位69位と売り上げは伸びなかった。その後本作を最後にギターの山盛愛彦とベースの西村雄介がバンドを脱退している。

## 背景
1989年に復活を遂げたスターリンは復活第一弾として2月25日にシングル「包丁とマンジュウ」、アルバム『JOY』をリリース。7月25日にはライブ&ミュージック・ビデオ『P.』をリリースした。そのままメンバーチェンジもなく本作のレコーディングに取り掛かっている。
本作リリース直後の11月9日に東ドイツにてベルリンの壁崩壊が発生、遠藤は単身東欧へと渡り、東ドイツ、ポーランド、チェコを巡った。

## 録音
レコーディングは同年にアオイスタジオ、LDKスタジオ、STUDIO "A"にて行われた。本作レコーディングの主導権はドラムスの三原重夫が握っていた。三原は映画『キッズ・アー・オールライト』（1979年）のキース・ムーンのドラムを愛好しており、劇中でのドラムスのチューニングの悪さを真似した所、演奏しやすかったために三原はあえてチューニングを崩した状態でレコーディングした。
本作はほぼ全曲が即興での演奏によって成り立っているが、三原曰く「石のような雪が降る」、「オ・カ・マ・イ・ナ・シ」、「WAKE UP MORNING」の3曲が最も即興性を重視した曲であると語っている。レコーディングは楽器隊のみが即興で行ったものに後から遠藤がボーカル録りを行っているが、これに関し三原は「（遠藤は）こういう時は職人的ともいえる能力を発揮する」と述べている。「石のような雪が降る」はボーカル以外は一発録りでレコーディングされており、シンセサイザーは三原によって付け加えられた。
本作の演奏はベースとドラムスをメインに構成されており、ギターの山盛には「不協和音でもデタラメでもオッケー」との指示が出ており、山盛は演奏後に「こんな簡単でいいのか?」と疑問を呈したという。なお、三原は自身のサイトでこのアルバム内の自身の写真が気に入っていないと述べている。

## 音楽性
本作の音楽性に関していぬん堂は遠藤ミチロウの25周年記念BOX『飢餓々々帰郷』（2007年）のライナーノーツにて、「即興性が顔を出し前作とは全く違うつくりになっている」と述べ、「石のような雪が降る」については即興性が最も顕著に表れていると述べている。
芸術総合誌『ユリイカ9月臨時増刊号 総特集*遠藤ミチロウ1950-2019』においてライターの行川和彦は、「作曲クレジットがスターリンになっていてバンド感が高まり、ミチロウ史上最も攻めのアルバムで六四分半にも及ぶ」と表記している。行川は「マスコミ狩り」の歌詞が直球である事や「オ・カ・マ・イ・ナ・シ」の音がストレートである事を指摘した他、曲名を連呼するだけの「勉強ができない」などのパンク・ナンバーとスロー・ナンバーの落差が激しい事も指摘した。また11分を超える「WAKE UP MORNING」などの実験的要素が強い曲が特徴となっているが、それ以外にも「石のような雪が降る」に関しては「ゆっくりとパワフルに高まる名曲」、「恋は紫」に関しては遠藤の歴史上で「最もディープでまっすぐなラヴ・ソング」、「ONE CHANCE」に関してはモチーフが当時中国で発生した六四天安門事件である事などが特筆すべき点であると主張した。
また同書にてベッド・インの中尊寺まいは「石のような雪が降る」に関して、「低くチューニングされたパーカッシブなドラムを中心にコード進行から解き放たれたフリ－ジャス的な展開をしていくが、そこにミチロウさんの歌が乗ることで楽曲のスケールは一段と大きくなる」と指摘した。

## リリース、チャート成績
本作は1989年10月25日にアルファレコードよりCDにてリリースされた。前作ではLPも同時リリースされていたが本作ではLP盤はリリースされず、以後の作品もCDのみでのリリースとなった。
本作はオリコンアルバムチャートにて最高位69位、登場週数1回で売り上げ枚数は0.2万枚となった。

## 批評
| 専門評論家によるレビュー | 専門評論家によるレビュー |
| レビュー・スコア         | レビュー・スコア         |
| 出典                     | 評価                     |
| ------------------------ | ------------------------ |
| CDジャーナル             | 肯定的                   |
| ユリイカ（行川和彦）     | 肯定的                   |
| ユリイカ（中尊寺まい）   | 肯定的                   |

批評家たちからは本作の音楽性に関して肯定的な意見が挙げられており、音楽情報サイト『CDジャーナル』では、本作の演奏が荒っぽい演奏だが重量感のあるビートである事を指摘した上で「ふてぶてしいロックを披露」と表現、さらに遠藤のボーカルと演奏が前作以上に噛み合っているとした上で「歌の表情に多彩な力感が加わった」と肯定的に評価、芸術総合誌『ユリイカ9月臨時増刊号 総特集*遠藤ミチロウ1950-2019』においてライターの行川和彦は、実験的な曲が多く目立つものの着実な曲も収録されている点に関して肯定的に評価したが、「力作だが、スターリンが精神分裂の状態に感じられるほど生々しいアルバム」とも表現し、本作のリリース後にメンバーチェンジが発生した事は不可避であったと指摘した。芸術総合誌『ユリイカ9月臨時増刊号 総特集*遠藤ミチロウ1950-2019』においてアイドルの中尊寺まいは、アルバム全体が8ビートのリズムを16ビートのニュアンスを持って構成されている点に関して、「ニルヴァーナ以降のロックにおけるビートの解釈に大きく関係している」と指摘し、「この時期のスターリンが全く古く聴こえないのはそんなスパイスが効いているからかもしれない」と肯定的に評価した。

## 収録曲
- CD付属の歌詞カードに記載されたクレジットを参照[9]。

| 全作詞: 遠藤ミチロウ、全作曲・編曲: スターリン。 |                            |              |            |       |
| #                                                | タイトル                   | 作詞         | 作曲・編曲 | 時間  |
| 1.                                               | 「青白いため息に死ス」     | 遠藤ミチロウ | スターリン | 5:55  |
| 2.                                               | 「ONE CHANCE」             | 遠藤ミチロウ | スターリン | 4:42  |
| 3.                                               | 「石のような雪が降る」     | 遠藤ミチロウ | スターリン | 5:45  |
| 4.                                               | 「恋は紫」                 | 遠藤ミチロウ | スターリン | 4:40  |
| 5.                                               | 「マスコミ狩り」           | 遠藤ミチロウ | スターリン | 4:29  |
| 6.                                               | 「オ・カ・マ・イ・ナ・シ」 | 遠藤ミチロウ | スターリン | 5:26  |
| 7.                                               | 「WALK BOY」               | 遠藤ミチロウ | スターリン | 5:17  |
| 8.                                               | 「勉強ができない」         | 遠藤ミチロウ | スターリン | 4:15  |
| 9.                                               | 「WITH BLACK」             | 遠藤ミチロウ | スターリン | 5:43  |
| 10.                                              | 「うっとおしい夏」         | 遠藤ミチロウ | スターリン | 4:30  |
| 11.                                              | 「WAKE UP MORNING」        | 遠藤ミチロウ | スターリン | 11:11 |
| 12.                                              | 「見せたくない!」          | 遠藤ミチロウ | スターリン | 2:35  |
| 合計時間:                                        | 合計時間:                  | 64:28        |            |       |

## スタッフ・クレジット
- CD付属の歌詞カードに記載されたクレジットを参照[9]。

### スターリン
- 遠藤ミチロウ - ボーカル、マウスハープ
- 三原重夫 - ドラムス、パーカッション、シンセサイザー
- 西村雄介 - ベース
- 山盛愛彦 - ギター

### スタッフ
- スターリン - プロデューサー
- 寺田康彦 - レコーディング・エンジニア、ミックス・エンジニア
- 池渕秀一 - アシスタント・エンジニア
- 光藤光 - アシスタント・エンジニア
- 土田真康 - ディレクター
- 原神一 - アートディレクター
- RICE - デザイン
- 植田敦 - 写真撮影
- 渡辺ノブハル - ヘアー・メイク・アップ
- 早乙女八代江 - スタイリスト
- YAMAHA R&D - スペシャル・サンクス
- キョードープロモーション - スペシャル・サンクス